# International Planetary Data Alliance
La International Planetary Data Alliance (IPDA), fundada el 2006, és una associació estretament cooperativa per mantenir la qualitat i el rendiment de les dades (inclosos els formats de dades) de la recerca planetària que utilitza instruments a l'espai. Les tasques específiques inclouen la promoció de l'intercanvi internacional de dades científiques d'alta qualitat, organitzades per un conjunt de normes per facilitar la gestió de dades. El Planetary Data System de la NASA és l'estàndard de facto per arxivar dades planetàries. Les organitzacions membres participen tant en la seva Junta com en projectes específics relacionats amb la construcció de normes i sistemes interoperables.
El 2008, el Comitè en Recerca Espacial (COSPAR) va fer de l'IPDA un organisme oficial per establir normes a tot el món quant a l'arxivament de dades planetàries.